# Вељко Тодоровић (генерал)
Вељко Тодоровић (Шавник, 3. децембар 1951) је пензионисани бригадни генерал санитетске службе Војске Србије, бивши начелник Управе за здравство ВС и професор клиничке токсикологије у пензији.

## Биографија
Рођен 3. децембра 1951. године у Шавнику, Црна Гора. Завршио је Медицински факултет у Београду 1976. и специјализацију из области интерне медицине на Војномедицинској академији у Београду 1985. године. Крајем 1988. године и почетком 1989. године провео је два месеца на стручном усавршавању у Војномедицинској академији у Лењинграду из проблематике војне токсикологије.
Завршио је и постдипломске студије облика субспецијализације из клиничке токсикологије је завршио 1994. године на Медицинском факултету у Београду. Од априла 1999. године обављао је дужност начелника клинике за ургентну клиничку токсикологију и фармакологију Националног центра за контролу тровања ВМА. Докторску дисертацију са темом "Значај корекције енергетског метаболизма миокарда у акутним тровањима лековима са кардиотоксичним ефектима" одбранио је 27. фебруара 2002. године на Војномедицинској академији Београду.
У звање доцента изабран је 2002. године за предмет интерна медицина. Члан је Катедре за клиничку, аналитичку експерименталну токсикологију и фармакологију Војномедицинске академије у Београду.
Председник је Токсиколошке секције Српског лекарског друштва и члан председништва Удружења токсиколога Југославије. Члан је иницијативцног одбора је за оснивање Балканског удружења токсиколога. Члан је Републичке комисије за пестициде.
До сада је објавио 163 стручна рада у домаћим и страним научним часописима и у монографијама домаћих аутора. Био је студент санитетског генерал-пуковника и академика Владимира Војводића.
Активна војна служба му је трајала од 19. септембра 1977. до 31. децембра 2011. године.